# Draco Racing
La Draco Racing è un team italiano di motorsport. Partecipa attualmente al campionato World Series by Renault, ma ha preso parte anche al Formula Opel Lotus, International Formula 3000 e Euro Formula 3000.

## Carriera

### Formula Opel Lotus Euroseries
Draco è stata fondata nel 1989 da Adriano e Nadia Morini, ed è entrata nella Formula Opel Lotus Euroseries. Nel suo primo anno, la squadra italiana ha avuto come pilota il brasiliano Eduar Neto al secondo posto in F. Opel, con cinque vittorie. La squadra ha continuato ad essere una delle più competitive della serie per gli anni successivi, vincendo il campionato F. Opel nel 1990 con Rubens Barrichello, nel 1991 con Pedro Lamy, nel 1993 con Patrick Crinelli e nel 1994 con Marco Campos.

### International Formula 3000
Il team Draco rimase in Formula Opel fino al crollo del campionato nel 1996, ma l'anno prima Adriano Morini portò il suo team in Formula 3000, creando una squadra appositamente per Marco Campos. Morini aveva scommesso sul talento del pilota brasiliano, ma purtroppo Campos morì in gara a Magny-Cours. Il team Draco, dopo l'enorme dispiacere, ricominciò con Ricardo Zonta (nel 1996) e con Bruno Junqueira (nel 1998) e lasciò poi il campionato dopo la stagione 1999.

### Euro Formula 3000
Nel 2000, Draco partecipò al Campionato Italiano F3000 (ora Euroseries 3000). Questa si è rivelata la mossa più saggia, con Felipe Massa che dominò completamente la serie nel 2001, conquistando il titolo, una performance ripetuta nel 2003 con Augusto Farfus e nel 2004 con Nicky Pastorelli.

### World Series by Renault
Nel 2005, il team Draco cambiò campionato e iniziò l'era del World Series by Renault. Nel 2006 finì terzo con Pastor Maldonado e nel 2007 Milos Pavlovic. Nel 2008 i piloti sono stati Bertrand Baguette e Marco Barba. Nel 2009 il Team Draco ha vinto il campionato World Series Renault 3.5 conquistando sia il campionato per i team e il titolo pilota con Bertrand Baguette.